# Lista de presidentes da Câmara dos Vereadores de Jundiaí
Esta é a lista de presidentes da Câmara Municipal de Jundiaí.
| Nº | Vereador                      | Partido                                            | Início | Fim  |
| -- | ----------------------------- | -------------------------------------------------- | ------ | ---- |
| 1  | Amadeu Ribeiro Júnior         | Partido Social Progressista (PSP)                  | 1948   | 1949 |
| 2  | Odil de Campos Sáes           | Partido Social Progressista (PSP)                  | 1950   | 1950 |
| 3  | Pedro Clarismundo Fornari     | Sem Partido                                        | 1951   | 1951 |
| 4  | Amadeu Ribeiro Júnior         | Partido Social Progressista (PSP)                  | 1952   | 1958 |
| 5  | Lázaro de Almeida             | Partido Social Progressista (PSP)                  | 1959   | 1959 |
| 6  | José Godoy Ferraz             | União Democrática Nacional (UDN)                   | 1960   | 1961 |
| 7  | José Pacheco Netto Júnior     | Partido Republicano Trabalhista (PRT)              | 1962   | 1962 |
| 8  | Pedro Ribeiro                 | Partido Democrata Cristão (PDC)                    | 1963   | 1963 |
| 9  | Lázaro de Almeida             | Aliança Renovadora Nacional (ARENA)                | 1964   | 1966 |
| 10 | Rogério Alfredo Giuntini      | Partido Social Progressista (PSP)                  | 1966   | 1966 |
| 11 | Lázaro de Almeida             | Aliança Renovadora Nacional (ARENA)                | 1967   | 1967 |
| 12 | Paulo Ferraz dos Reis         | Partido Social Democrático (PSD)                   | 1968   | 1969 |
| 13 | Lázaro de Almeida             | Aliança Renovadora Nacional (ARENA)                | 1969   | 1970 |
| 14 | Carlos Ungaro                 | Aliança Renovadora Nacional (ARENA)                | 1970   | 1971 |
| 15 | Lázaro de Almeida             | Aliança Renovadora Nacional (ARENA)                | 1972   | 1972 |
| 16 | Henrique Victório Franco      | Aliança Renovadora Nacional (ARENA)                | 1973   | 1974 |
| 17 | Carlos Ungaro                 | Aliança Renovadora Nacional (ARENA)                | 1975   | 1976 |
| 18 | Lázaro de Almeida             | Aliança Renovadora Nacional (ARENA)                | 1977   | 1978 |
| 19 | Elio Zillo                    | Aliança Renovadora Nacional (ARENA)                | 1979   | 1980 |
| 20 | Ari Castro Nunes Filho        | Partido Democrático Social (PDS)                   | 1981   | 1982 |
| 21 | Pedro Osvaldo Beagim          | Partido do Movimento Democrático Brasileiro (PMDB) | 1983   | 1984 |
| 22 | Tarcísio Germano de Lemos     | Partido do Movimento Democrático Brasileiro (PMDB) | 1985   | 1986 |
| 23 | José Geraldo Martins da Silva | Partido do Movimento Democrático Brasileiro (PMDB) | 1987   | 1988 |
| 24 | Jorge Nassif Haddad           | Partido Trabalhista Brasileiro (PTB)               | 1989   | 1990 |
| 25 | Ariovaldo Alves               | Partido Democrático Trabalhista (PDT)              | 1991   | 1992 |
| 26 | Jorge Nassif Haddad           | Partido Democrático Trabalhista (PDT)              | 1993   | 1994 |
| 27 | Antônio Carlos Pereira Neto   | Partido Democrático Social (PDS)                   | 1995   | 1996 |
| 28 | Oraci Gotardo                 | Partido da Social Democracia Brasileira (PSDB)     | 1997   | 1998 |
| 29 | Francisco de Assis Poço       | Partido da Social Democracia Brasileira (PSDB)     | 1999   | 2000 |
| 30 | Ana Vicentina Tonelli         | Partido do Movimento Democrático Brasileiro (PMDB) | 2001   | 2002 |
| 31 | Felisberto Negri Neto         | Partido Progressista (PP)                          | 2003   | 2004 |
| 32 | Ana Vicentina Tonelli         | Partido do Movimento Democrático Brasileiro (PMDB) | 2005   | 2006 |
| 33 | Luiz Fernando Machado         | Partido da Social Democracia Brasileira (PSDB)     | 2007   | 2008 |
| 34 | José Galvão Braga Campos      | Partido da Social Democracia Brasileira (PSDB)     | 2009   | 2010 |
| 35 | Júlio César de Oliveira       | Partido da Social Democracia Brasileira (PSDB)     | 2011   | 2012 |
| 36 | Gerson Sartori                | Partido dos Trabalhadores (PT)                     | 2013   | 2014 |
| 37 | Marcelo Roberto Gastaldo      | Partido Trabalhista Brasileiro (PTB)               | 2015   | 2016 |
| 38 | Gustavo Martinelli            | Partido da Social Democracia Brasileira (PSDB)     | 2017   | 2018 |
| 39 | Faouaz Taha                   | Partido da Social Democracia Brasileira (PSDB)     | 2019   | 2022 |
| 40 | Antonio Carlos Albino         | Partido Liberal (PL)                               | 2023   | 2024 |
| 41 | Edicarlos Vieira              | União Brasil (UNIÃO)                               | 2025   | 2026 |